# Czuriczeni
Czuriczeni (bułg. Чуричени) – wieś w Bułgarii, w obwodzie Błagojewgrad, w gminie Petricz. Według danych szacunkowych Ujednoliconego Systemu Ewidencji Ludności oraz Usług Administracyjnych dla Ludności, 15 czerwca 2020 roku miejscowość liczyła 124 mieszkańców.

## Osoby związane z miejscowością

### Urodzeni
- Stojan Germanow (1937) – bułgarski historyk
- Nadka Gołczewa (1952) – bułgarska koszykarka
- Ango Kostadinow (1831–?) – bułgarski hajduk

### Zmarli
- Stojko Bakałow (1872–1928) – bułgarski rewolucjonista